# Василий (Кишкин)
Иеромонах Василий (в миру Владимир Тимофеевич Кишкин; 1745, село Архангельское на Гниловодье или деревня Клюшниково, Курская губерния — 27 апреля 1831 (10 мая 1831), Орловская губерния) — священнослужитель Русской православной церкви, иеромонах, прославленный в лике святых, преподобный.
Главным образом подвизался в Площанской Богородицкой Казанской пустыни Орловской губернии, до этого также в Саровской, Курской и Белобережской пустынях.

## Жизнеописание, краткое житие
Родился в 1745 году в селе Архангельском на Гниловодье, по другим сведениям, в деревне Клюшниково (позднее — Фатежского уезда Курской губернии) в обедневшей дворянской семье. С детских лет любил церковные богослужения, также старался избегать игр.
В 1752 году в возрасте семи лет поступил послушником в Саровскую пустынь, на что получил разрешение своего отца.
В 1757 году посетил Киево-Печерскую лавру. После посещения лавры поселился в Коренной пустыни.
Нередко посещая Задонский монастырь, познакомился там с святителем Тихоном Задонским, который стал его духовным наставником и научил Иисусовой молитве.
Василий был тесно знаком с архимандритом Феодосием (Масловым).
Согласно некоторым сведениям, в 1760 году был тайно пострижен в монашество в Миропольском монастыре Курской губернии, однако сам он в послужном списке указывал, что принял монашество в том же монастыре, но только в 1783 году от игумена Константина (Саурского).
Был рукоположён во иеродиакона епископом Феоктистом (Мочульским) в курском Знаменском монастыре, где до 1794 года нёс послушание монастырского ризничего.
В 1795 году отправился на Святую гору Афон. Там подвизался в келье русского скита Илии Пророка, где изучил общежительный и скитский уставы, а также афонскую аскетическую традицию.
В 1797 году вместе со своими учениками Израилем и Арсением Младшим перешёл в Нямецкий монастырь Молдавии.
В 1798 году Василий возвратился в Коренную пустынь, где, будучи духовником братии, ввёл афонские правила, однако это вызвало недовольство части братии, решивших даже убить его, впоследствии они раскаялись и помирились с подвижником.
27 января 1800 года на Василия было наложено послушание начальника пребывавшей в запустении Белобережской пустыни Орловской губернии. Вскоре после назначения нового настоятеля в обитель пришли около 60 новых монахов, среди которых были оптинский старец Лев (Наголкин), иеромонах Клеопа II (Антонов), схимонах Феодор (Ползиков), участник перевода «Добротолюбия» схимонах Афанасий (Охолопов). В числе учеников были игумен Филарет (Данилевский), иеромонах Серафим (Веденисов), Макарий (Глухарёв).
Во время руководства Василия в монастыре на средства благотворителей были отремонтированы кельи и трапезная.
28 декабря 1800 года в Чёлнском монастыре Василий был рукоположён в иеромонаха епископом Досифеем.
После настоятельства в Белобережской обители старец подвизался также в Свенском мужском монастыре, в Севском женском монастыре, в Рыхловской обители, в Кременской и Коренской пустынях, а также совершил миссионерское путешествие по Дону, где обратил вождя раскольников-молокан.
Стремясь к безмолвию, в 1816 году перешёл в заброшенную Глинскую пустынь. Тамошний настоятель Филарет заботился о внешнем благосостоянии обители, а старец Василий — об устроении внутреннего порядка: он назидал братию, малодушных утешал, гордых смирял, враждующих своим незлобием примирял, а наиболее старался искоренить пьянство и внушал братии удаляться от гнева и пребывать во взаимной любви, чтобы не служить соблазном миру. В продолжение 10-летнего пребывания отца Василия в Глинской пустыни все его попечения клонились к славе Божией и ко благу обители; но при всём этом он не избежал вражиих искушений и был по зависти других изгнан из обители.
В 1827 году перешёл в Площанскую пустынь Орловской губернии, где сблизился с благочинным, оптинским старцем Макарием (Ивановым), у которого исповедовался до своей кончины.
В октябре 1829 года во время рубки деревьев упал и несколько часов был без сознания. Очнувшись, он принял таинство Елеосвящения, причастился Святых Таин и предсказал, что скончается через 18 месяцев. После этого события ушёл в затвор в тесную комнату, где начал своё приготовление к смерти. В этой келье старец стяжал непрестанную молитву.
За неделю до кончины, в первый день Пасхи, 19 апреля 1831 года, преподобный приобщился Святых Таин, лицо его заметно просияло. Все оставшиеся дни подвижник пребывал в болезненном состоянии. В самый день преставления он попросил ученика возжечь пред иконами свечи, призвать настоятеля и собрать к нему братию, чтобы проститься.
Святой преставился 27 апреля 1831 (10 мая 1831) в 86-летнем возрасте. Был погребён в Площанской пустыни напротив алтаря Казанской церкви.

## Мощи и почитание
Старец из смирения запретил себя рисовать. Тем не менее, существует портрет подвижника, сделанный втайне от него в 10-х годах XIX века по заказу святителя Воронежского Антония (Смирницкого). На нём старец изображен с чётками и посохом. Копии этих изображений находились в игуменских покоях Белобережской и Площанской пустыней.
Жизнеописание святого было составлено в конце 70-х годов XIX века его ученицей монахиней Ангелиной, которое в 1882 году было исправлено и дополнено в Белобережской пустыне учеником старца монахом Арсением (Кириловым).
Мощи преподобного Василия хранятся в Площанской Казанской Богородицкой пустыни Брянской области. Часть мощей хранится в Славяно-Греко-Латинской Академии.
По сообщениям советских властей 1950-х годов, «на месте бывшего Площанского монастыря… верующие… берут песок с могилы „святого“ монаха и воду из источника»
8 мая 2008 г. Священный Синод УПЦ МП принял решение о канонизации иеромонаха Василия (Кишкина) в соборе преподобных Глинских святых.
На Архиерейском Соборе Русской Православной Церкви 30.11.17 года иеромонах Василий (Кишкин) был причислен к лику общецерковных святых.
17 июня 2018 года в Богородицкой Площанской мужской пустыни митрополит Брянский и Севский Александр (Агриков) возглавил торжества по случаю общецерковного прославления преподобного Василия (Кишкина).